# 相模原愛川インターチェンジ
相模原愛川インターチェンジ（さがみはらあいかわインターチェンジ）は、神奈川県相模原市南区当麻にある首都圏中央連絡自動車道（さがみ縦貫道路）のインターチェンジ (IC) である。
本線とランプ分岐点は神奈川県厚木市上依知（愛川町境付近）にあり、料金所は相模川を挟んだ対岸の相模原市南区当麻に位置する。ランプは相模川渡河橋（さがみがわとかきょう）で相模川を渡るため、厚木市・愛川町側から直接出入りすることはできない。
当初は相模原インターチェンジの仮称であったが、2012年5月15日に正式名称が発表された。なお、「相模原インターチェンジ」の名称は隣接する城山インターチェンジ（仮称）の正式名称となった。

## 歴史
- 2012年（平成24年）5月15日：当ICの名称が「相模原IC（仮称）」から「相模原愛川IC」で正式決定[3]。
- 2013年（平成25年）
  - 3月24日：相模原市・愛川町主催による当IC開通記念プレイベントが開催[4]。
  - 3月30日：海老名IC - 当IC間開通に伴い、供用開始[2][5]。
- 2014年（平成26年）6月28日：当IC - 高尾山IC間開通[6][7]。

## 周辺
- 内陸工業団地
- ギオン相模原センター
- 関東運輸局 神奈川運輸支局 相模自動車検査登録事務所
- 相模川
- JR東日本 相模線 原当麻駅
- JR東日本 相模線 下溝駅

## 接続する道路
- 直接接続
  - C4 首都圏中央連絡自動車道（33番）
  - 国道129号
  - 神奈川県道52号相模原町田線（北里通り）
  - 東京都道・神奈川県道48号鍛冶谷相模原線

- 間接接続
  - 神奈川県道508号厚木城山線

## 隣
C4 首都圏中央連絡自動車道（さがみ縦貫道路）
(32) 圏央厚木IC - (32-1) 厚木PA/SIC - (33) 相模原愛川IC - (34) 相模原IC